# Groß Gischau
Groß Gischau ist ein Ortsteil der Gemeinde Beetzendorf im Altmarkkreis Salzwedel in Sachsen-Anhalt.

## Geographie
Groß Gischau, ein Rundplatzdorf mit Kirche auf dem Platz, liegt rund 5 Kilometer nördlich von Beetzendorf an der Jeetze in der Altmark. Im Südosten erhebt sich der 37,7 Meter hohe Röpelsberg und im Norden der 34,5 Meter hohe Kronsberg.
Nachbarorte sind Siedenlangenbeck im Westen, Valfitz im Nordosten, Klein Gischau im Osten und Käcklitz im Südosten.

## Geschichte

### Mittelalter
Im Jahre 1289 wurde ein Domnius geuehardus de gisscouwe als Zeuge in einer Urkunde genannt. Die Angabe bezieht sich vermutlich auf Groß Gischau.
Groß Gischau wurde 1344 erstmals als teutonicalis gyschowe urkundlich erwähnt als Markgraf Ludwig dem Kloster Dambeck Hebungen aus mehreren Dörfern überließ.
Das Landbuch der Mark Brandenburg von 1375 erwähnte Gischow, Giscow als Besitz des Klosters Dambeck. Es hob dort 21 Zählstücke und 11⁄2 Scheffel Roggen. Die Bede über 81⁄2 Zählstücke floss an Deren von Bartensleben.
Weitere Nennungen sind 1541 Deutsch oder Groß=Gischo, 1573 Grossen Gischow, 1593 Deutzschenn Gießkow, 1608 Teutsch Gischow und 1804 Groß Gischau oder Giskau, Dorf mit 7 Ganzbauern und einem Rademacher.

### Herkunft des Ortsnamens
Jürgen Udolph führt den Ortsnamen auf den slawischen Personennamen „Gyza“ zurück. Heinrich Sültmann leitet den Namen 1344 gyschowe aus den slawischen Worten „giese, jisse, jesen, gyse“ für „Esche“, kann also „Eschenwald“ bedeuten. Aleksander Brückner hingegen erkennt darin das altslawische Wort „ježь“ für „Igel“.

### Eingemeindungen
Groß Gischau und Klein Gischau gehörten ursprünglich zum Salzwedelischen Kreis der Mark Brandenburg in der Altmark. Von 1807 bis 1813 lagen sie im Kanton Beetzendorf auf dem Territorium des napoleonischen Königreichs Westphalen. Nach weiteren Änderungen kamen sie ab 1816 in den Kreis Salzwedel, den späteren Landkreis Salzwedel im Regierungsbezirk Magdeburg in der Provinz Sachsen in Preußen.
Am 20. Juli 1950 wurden die Gemeinden Groß Gischau und Klein Gischau aus dem Landkreis Salzwedel zur neuen Gemeinde Gischau zusammengeschlossen.
Am 1. Januar 2004 wurde die Gemeinde Gischau in die Gemeinde Beetzendorf eingemeindet. Die Ortsteile Groß Gischau und Klein Gischau wurden damit Ortsteile von Beetzendorf.

### Einwohnerentwicklung
| Jahr | Einwohner |
| ---- | --------- |
| 1734 | 66        |
| 1774 | 99        |
| 1789 | 89        |
| 1798 | 69        |
| 1801 | 66        |
| 1818 | 76        |

| Jahr | Einwohner |
| ---- | --------- |
| 1840 | 120       |
| 1864 | 125       |
| 1871 | 115       |
| 1885 | 108       |
| 1895 | 108       |
| 1900 | [00]098   |

| Jahr | Einwohner |
| ---- | --------- |
| 1905 | 104       |
| 1910 | [00]121   |
| 1925 | 119       |
| 1933 | 103       |
| 1939 | 103       |
| 1946 | 204       |

| Jahr | Einwohner |
| ---- | --------- |
| 2015 | [00]40    |
| 2018 | [00]33    |
| 2020 | [00]33    |
| 2021 | [00]39    |
| 2022 | [00]37    |
| 2023 | [0]36     |

Quellen, wenn nicht angegeben, bis 1946:

## Religion
Die evangelische Kirchengemeinde Groß Gischau, die früher zur Pfarrei Beetzendorf gehörte, wird heute betreut vom Pfarrbereich Beetzendorf des Kirchenkreises Salzwedel im Bischofssprengel Magdeburg der Evangelischen Kirche in Mitteldeutschland.
Die Kirchenbücher, der früheren Filiale Groß Gischau der Pfarrei Beetzendorf, beginnen im Jahr 1559. Sie gehören damit zu den ältesten erhaltenen in der Altmark.

## Kultur und Sehenswürdigkeiten
Die evangelische Dorfkirche Groß Gischau ist ein spätromanischer Feldsteinbau. Die Chorquadratkirche stammt offenbar aus dem 13. Jahrhundert. Am Westende des Schiffes sitzt ein neuzeitlicher Fachwerkdachreiter. Eine Besonderheit ist das kleine vermauerte Fenster unten an der Nordseite des Chores, ein Hagioskop, das offenbar den Durchblick zu einem zweiten Altar ermöglichte.